# Зоар (Вісконсин)
Зоар (англ. Zoar) — переписна місцевість (CDP) в США, в окрузі Меноміні штату Вісконсин. Населення — 107 осіб (2020).

## Географія
Зоар розташований за координатами 45°0′20″ пн. ш. 88°52′29″ зх. д. / 45.00556° пн. ш. 88.87472° зх. д. (45.005484, -88.874832).  За даними Бюро перепису населення США в 2010 році переписна місцевість мала площу 22,17 км², з яких 22,14 км² — суходіл та 0,03 км² — водойми.

## Демографія
Згідно з переписом 2010 року, у переписній місцевості мешкало 98 осіб у 30 домогосподарствах у складі 21 родини. Густота населення становила 4 особи/км².  Було 32 помешкання (1/км²).
Расовий склад населення:
| - 99,0 % — корінних американців - 1,0 % — білих |

До двох чи більше рас належало 0,0 %. Частка іспаномовних становила 0,0 % від усіх жителів.
За віковим діапазоном населення розподілялося таким чином: 27,6 % — особи молодші 18 років, 62,2 % — особи у віці 18—64 років, 10,2 % — особи у віці 65 років та старші. Медіана віку мешканця становила 35,0 року. На 100 осіб жіночої статі у переписній місцевості припадало 104,2 чоловіків;  на 100 жінок у віці від 18 років та старших — 115,2 чоловіків також старших 18 років.
За межею бідності перебувало 23,6 % осіб, у тому числі 60,4 % дітей у віці до 18 років та 0,0 % осіб у віці 65 років та старших.
Цивільне працевлаштоване населення становило 55 осіб. Основні галузі зайнятості: освіта, охорона здоров'я та соціальна допомога — 58,2 %, публічна адміністрація — 9,1 %, сільське господарство, лісництво, риболовля — 9,1 %.